# Dvorac Duart
Dvorac Duart (Caisteal Dhubhairt na gealskom) je dvorac u zapadnoj Škotskoj, na otoku Mullu. 
 Dvorac je bio lokacija u kojem je snimljen film Klopka iz 1999. godine sa Sean Conneryem i Catherine Zeta-Jones u glavnim ulogama. 

## Vanjske poveznice
- Službene stranice
- Povijest dvorca Duart